# آملیوس
آملیوس (‎/əˈmiːliəs/‎؛ زبان یونانی: Ἀμέλιος) که نام خانوادگی او جنتیلیانوس بود، فیلسوف و نویسنده نوافلاطونی نیمه دوم قرن سوم بود.
آملیوس بومی توسکانی بود. او که شاگرد نومنیوس آپامئا بود، در سال سوم پس از آمدن فلوطین به رم، شرکت در سخنرانی‌های فلوطین را آغاز کرد، و بیش از بیست سال در کنار او ماند تا این‌که در سال ۲۶۹ در افامیا سوریه، زادگاه نومنیوس بازنشسته شد سودا او را به اشتباه آپامئوس می‌نامند.
نام اصلی او آملیوس نبود. به نظر می‌رسد که او آن را برای بیان تحقیر خود نسبت به چیزهای دنیوی انتخاب کرده است، مانند کلمه ἀμέλεια (ameleia) در یونانی به‌معنای سهل‌انگاری است. پورفیری در مورد آملیوس در زندگی فلوتینوس اظهار داشت: «آملیوس ترجیح داد خود را آمریوس بنامد و L را با R تغییر داد، زیرا همان‌طور که خودش توضیح داده، بهتر بود که آمریا به‌معنای اتحاد نام‌گذاری شود تا از آملیا به‌معنای بی‌تفاوتی.»
آملیوس به‌شدت می‌خواند و می‌نوشت، عملاً تمام آموزه‌های نومنیوس را حفظ می‌کرد، و به گفته پورفیری، بیش از ۱۰۰ جلد کتاب از سخنان و تفسیرهایش نوشت. فلوطین آملیوس را یکی از تیزبین‌ترین شاگردان خود می‌دانست. این آملیوس بود که پورفیری را به درستی عقاید فلوطین متقاعد کرد، و با او در تلاش برای وادار ساختن افلوطینوس به التزام عقایدش به نوشته‌هایش همراه شد. کار اصلی او رساله‌ای در چهل کتاب بود که بر ضد این ادعا که نومنیوس را باید نویسنده اصلی عقاید فلوطین دانست، استدلال می‌کرد. آملیوس همچنین توسط یوسبیوس و دیگران نقل می‌کند که با الهام از لوگوس، انجیل یوحنا را نقل کرده است.